# Nord-Haiti

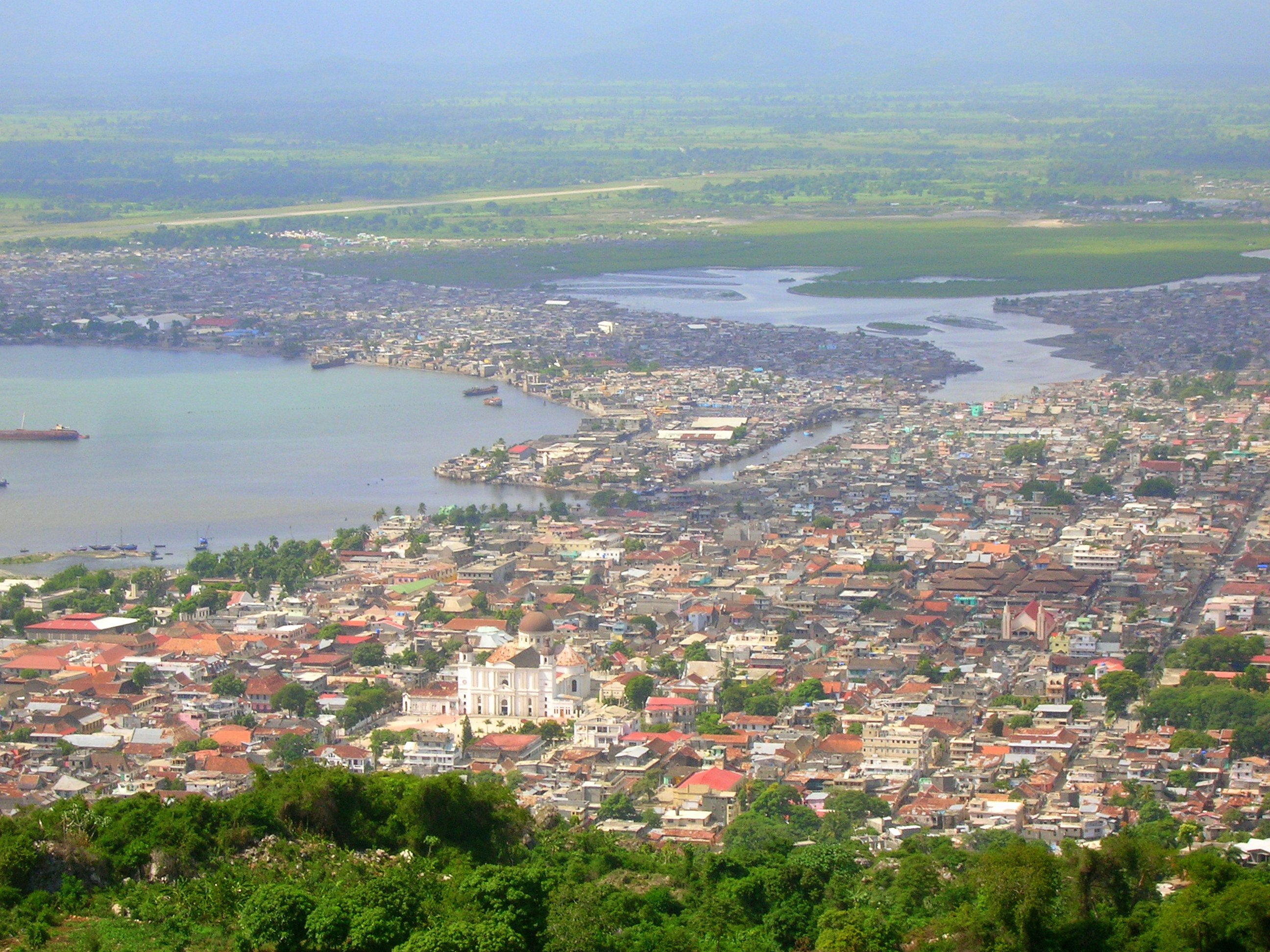
Nord-Haitis ehemalige Hauptstadt Cap-Haïtien

Als Nord-Haiti werden neben dem haitianischen Departement Nord verschiedene, sich über die Nordhälfte Haitis erstreckende Staatsgründungen des 19. Jahrhunderts bezeichnet.

## Staat Haiti

Flagge des Königreichs Haiti 1811–1820

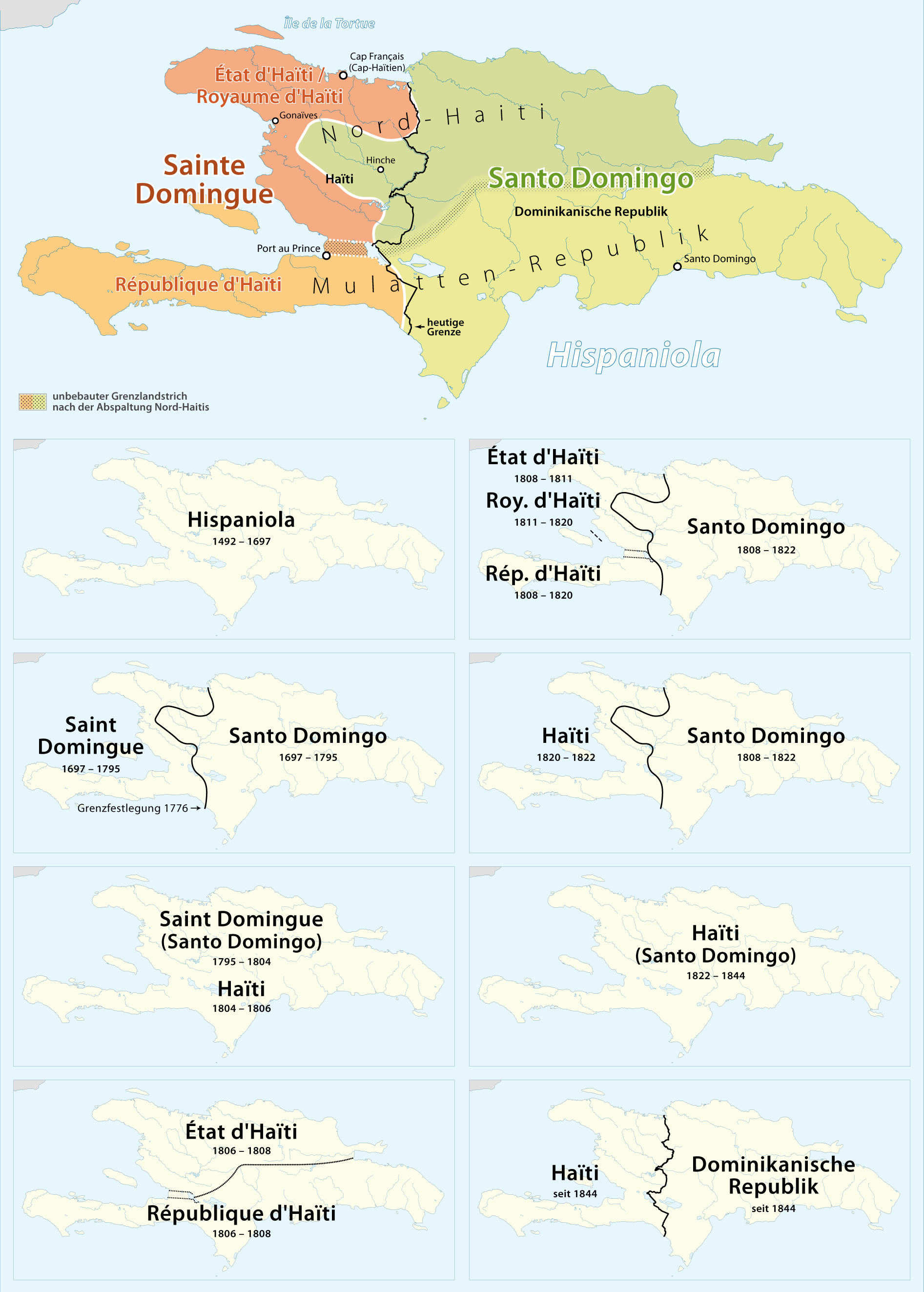
Teilung Haitis in Süd- und Nord-Staat

Mit dem Auseinanderbrechen des die gesamte Insel umfassenden Kaiserreichs Haiti entstand im Oktober 1806 im Norden der Insel unter Präsident und Generalissimus Henri Christophe zunächst der von Schwarzen dominierte Staat Haiti (État d'Haïti), während im Süden die von Mulatten dominierte Republik Haiti unter Alexandre Sabès Pétion gegründet wurde. Hauptstadt des Nordens war Cap-Haïtien, Hauptstadt des Südens war Port-au-Prince. Der Ostteil der Insel (Santo Domingo) ging 1808 wieder an die Spanier verloren.
Der Nord-Staat umfasste nach 1808 etwa vier der zehn heutigen Departements Haitis: Artibonite, Nord, Département Nord-Ouest. Der Großteil von Centre gehörte nach 1808 zu Santo Domingo.

## Königreich Haiti
Henri Christophe wandelte den Nord-Staat im März 1811 in ein erbliches Königreich Haiti (Royaume d'Haïti) um und ließ sich in Sans Souci (bei Milot, 12 km südlich von Cap-Haïtien) eine prachtvolle Residenz errichten. In der zum Schutz vor Invasionen 27 km südlich von Cap-Haïtien und 8 km von Milot entfernt errichteten Zitadelle La Ferrière wurde Henri nach seinem Selbstmord 1820 schließlich beigesetzt. Mit Henris Tod und dem des Kronprinzen Jacques-Victor Henri endete auch die Teilung des Inselstaates, Haiti wurde vom südlichen Präsidenten Jean-Pierre Boyer wiedervereinigt, 1822 wurde auch der spanische Ostteil der Insel wiedererobert.

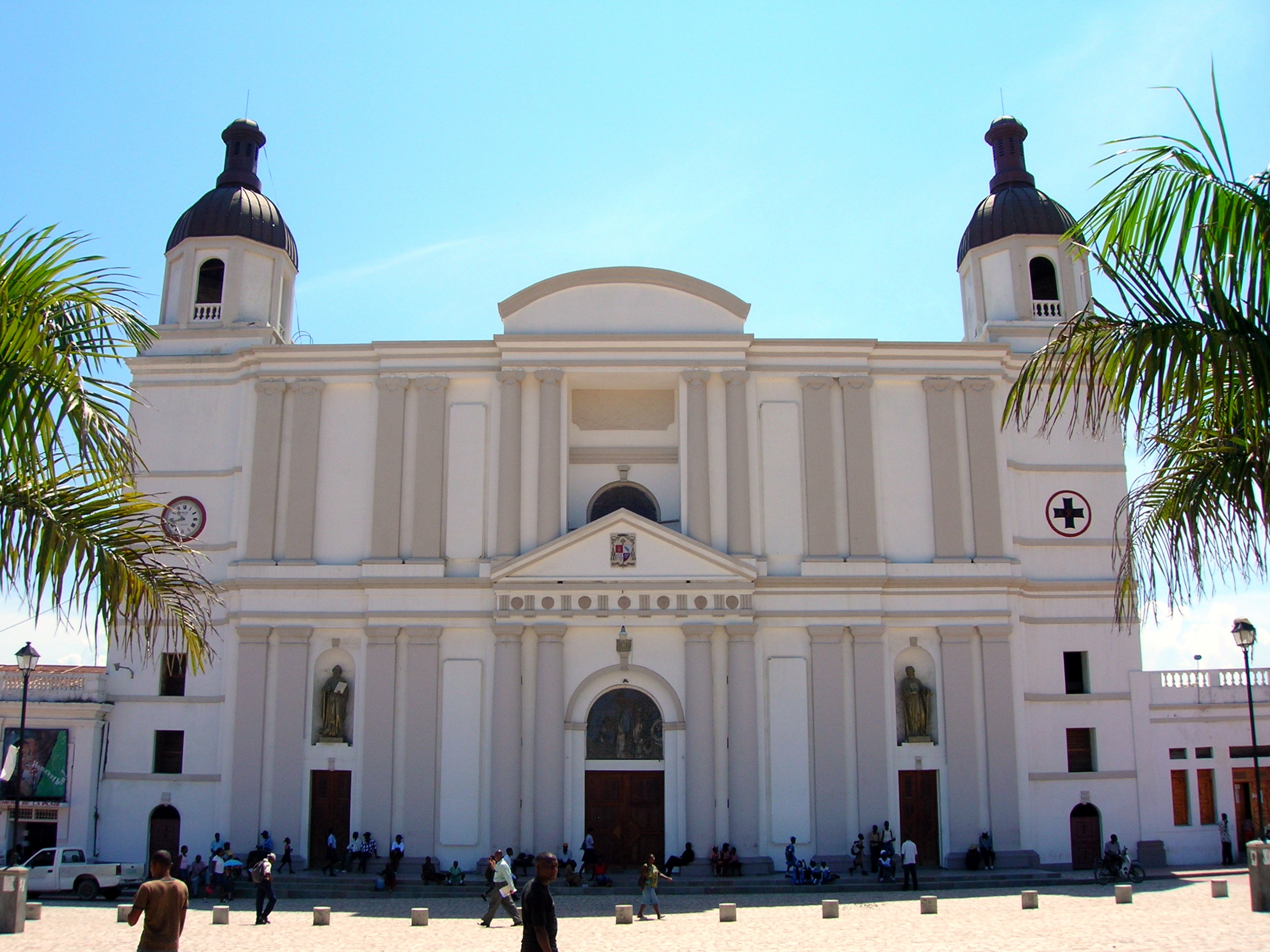
Kathedrale und Erzbistum von Cap-Haïtien
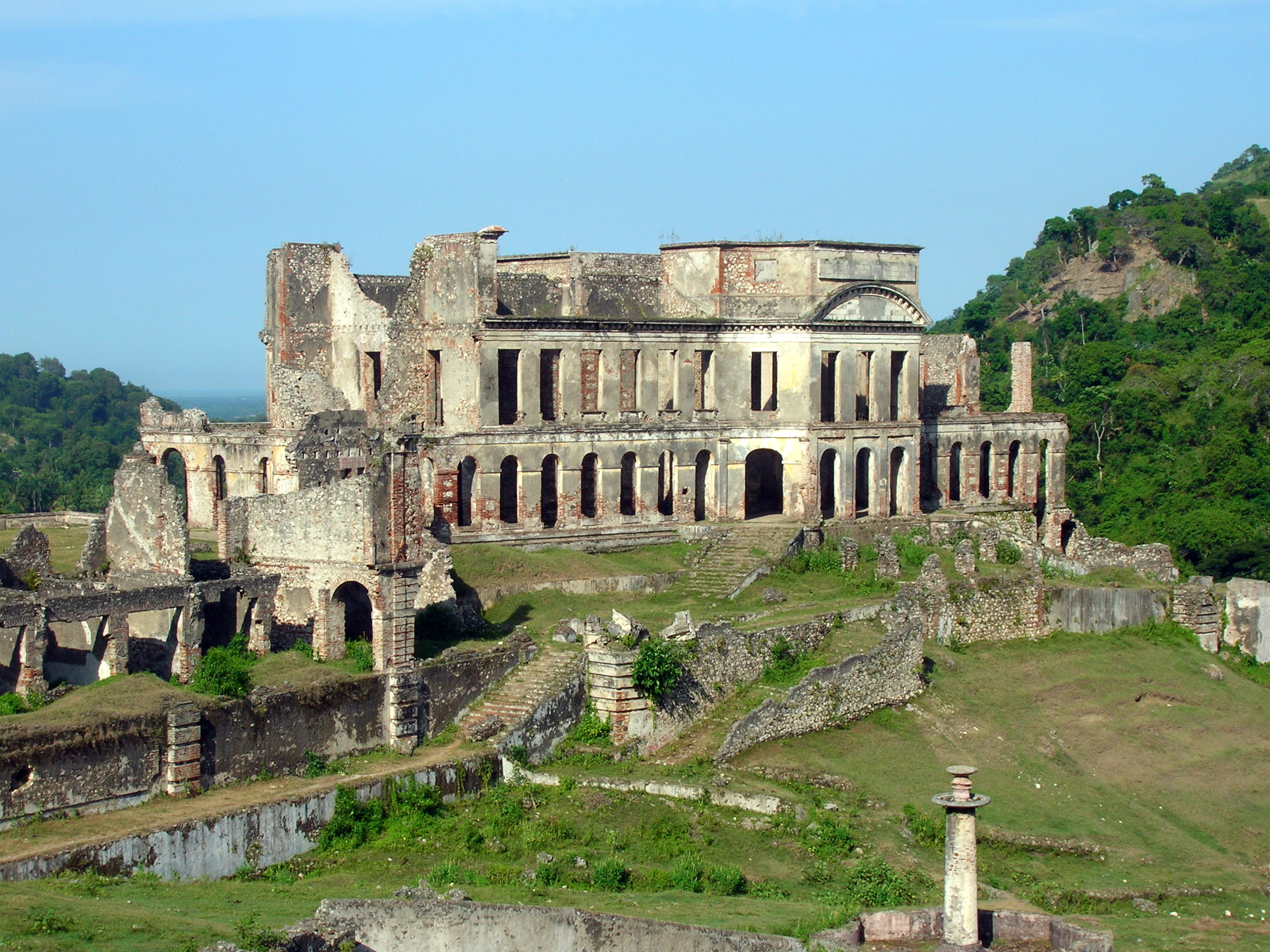
Rückseite der Ruinen der Palastanlage Sans Souci
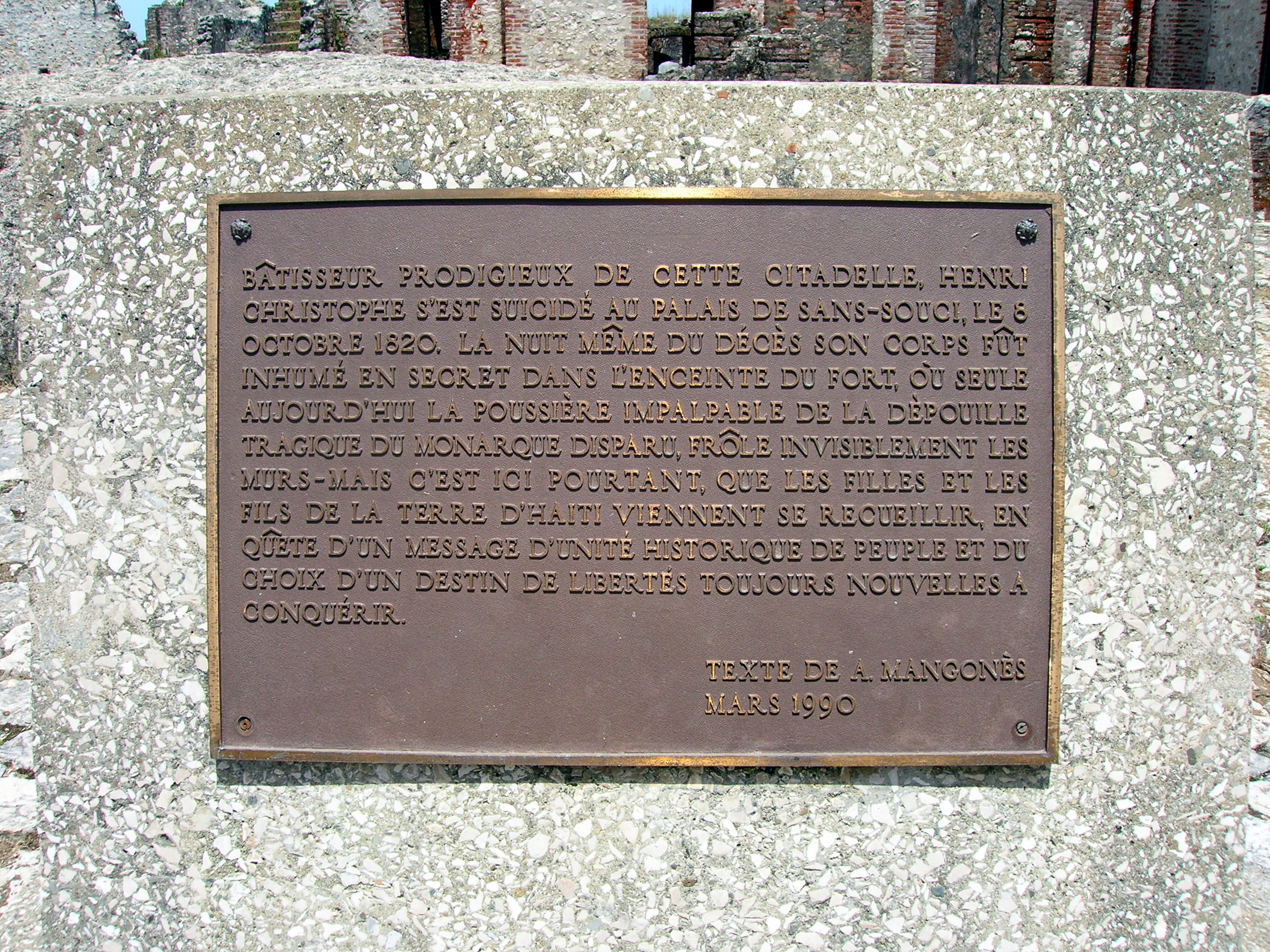
Gedenktafel für Henri in der Citadelle Laferrière

## Nördliche Gegenregierungen
In den seit Boyers Sturz (1843) ausbrechenden Bürgerkriegen spaltete sich 1844 der Ostteil der Insel endgültig als Dominikanische Republik ab und in der nordhaitischen Stadt Gonaïves (an Nord angrenzendes Departement Artibonite) wurden wiederholt Nördliche Republiken proklamiert. Dabei handelte es sich jedoch weniger um separatistische Staatsgründungen, sondern mehr um kurzlebige Gegenregierungen, deren Präsidenten sich jeweils wenige Monate später auch in Port-au-Prince und Süd-Haiti durchsetzen konnten.
- 1844 Republik Nord-Haiti unter Philippe Guerrier
- 1868–69 Republik des Nordens (République du Nord) unter Nissage Saget
- 1888–89 Nördliche Republik (République Septentrionale d'Haïti) unter Florvil Hyppolite

## Gonaïves 2004

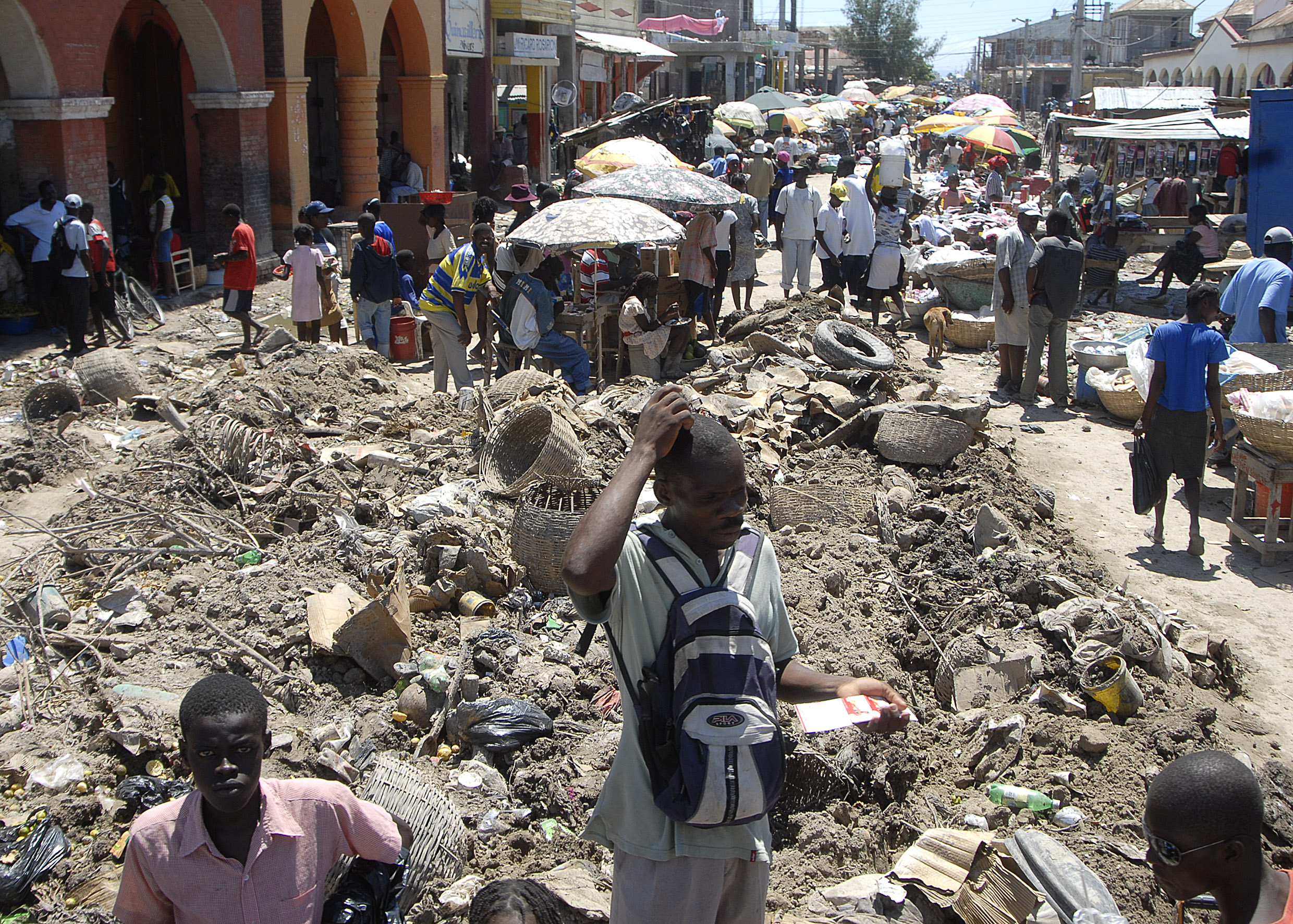
Gonaïves nach Flut und Hurrikan 2004

Noch einmal wurde im Februar 2004 unter Buteur Métayer in Gonaïves eine Gegenrepublik ausgerufen (République d'Artibonite), die dadurch ausgelöste Volksbewegung führte nach kurzen, aber heftigen Kämpfen im März zum Sturz des damaligen Präsidenten Jean-Bertrand Aristide sowie zur Intervention der USA. Kurz darauf zerstörte die Atlantische Hurrikansaison 2004 Gonaïves fast vollständig.

## Weblink
- worldstatesmen.org